# Naomi Metzger
Naomi Metzger (18 de abril de 1998) es una deportista de Reino Unido que compite en atletismo. Ganó una medalla de plata en el Campeonato Europeo de Atletismo por Equipos de 2021, en la prueba de triple salto.